# Ével
Ével – rzeka we Francji, przepływająca przez teren departamentu Morbihan, o długości 55,7 km. Stanowi dopływ rzeki Blavet.